# Zielony Ług
Zielony Ług – niewielkie śródleśne torfowisko z jeziorkiem na obszarze osiedla Stara Miłosna w warszawskiej dzielnicy Wesoła. Według niektórych źródeł położone tuż na północ Macierowe Bagno to północna część tego uroczyska.